# Henry Daniel Thielcke
 (juin 2012).
- Si vous ne connaissez pas le sujet, laissez ce bandeau (vous pouvez alors contacter les auteurs).
- Si vous supprimez le contenu mis en cause (vous pouvez préalablement contacter les auteurs),

argumentez précisément cette suppression dans la page de discussion
(un manque de référence n'est pas un argument ; une recherche réelle de référence doit avoir été effectuée, être formellement documentée).
Henry Daniel Thielcke (1788-1874) est un graveur et peintre ayant œuvré en Grande-Bretagne, au Québec et aux États-Unis.

## Biographie
Il est le fils de Johann Daniel Frederick Thielcke (1760-1830) et d'Anna Elizabeth Pascale Eleanora von Hertzberg, tous deux allemands.
Le cas du peintre Henry Daniel Thielcke est particulièrement intéressant. Depuis plus d'une vingtaine d'années, on constate une évolution significative de l'état des connaissances en ce qui a trait au rôle de l'artiste dans l'arène de l'histoire de l'art au Canada, au Royaume-Uni et aux États-Unis. Une biographie complète lui a été consacrée en janvier 2022 aux Presses de l'Université Laval à Québec, rédigée par le journaliste et professeur Patrick White de l'École des médias de l'Université du Québec à Montréal (UQAM).
On connaît quelques documents publiés qui lui sont consacrés. À ce titre, une étude de Ross Fox publiée en 1986 dans le Bulletin annuel du Musée des beaux-arts du Canada à Ottawa, étude qui s'inscrit dans le prolongement des travaux de restauration du Portrait of a Women and Child, une œuvre signée et datée par l'artiste, acquise par l'institution en 1981. Cette brève étude est venue enrichir l'historiographie relative à la vie et l'œuvre de Thielcke, un artiste dont la carrière trace un parcours singulier tant sur le plan spatio-temporel, que sur le plan de sa productivité. On peut s'étonner de constater que jusqu'alors le nom de Henry Daniel Thielcke n'ait pu trouver insigne à l'index des grands dictionnaires biographiques. Le Dictionnaire biographique du Canada (DBC) prévoit publier une notice biographique sur Thielcke en 2022, rédigée par Patrick White grâce aux recherches de David Karel de l'Université Laval (1944-2007) et de son étudiante-chercheure Annie Fraser (1969-2001).
C'est en retraçant l'itinéraire professionnel de l'artiste qu'on peut établir certains éléments susceptibles d'expliquer sa singulière absence au registre des ouvrages nationaux consacrés aux individus qui ont marqué le cours de l'histoire de leur esprit méritoire. Au chapitre des interprétations, notons le fait que la carrière de Henry-Daniel Thielcke soit divisée en trois grandes périodes d'activités, soit une première correspondant à sa formation et ses débuts en tant que graveur et peintre de cour en sol britannique, une seconde alors qu'il agit principalement à titre de portraitiste au Bas-Canada en la ville de Québec et une dernière phase de productivité, qui demeure en termes de repères historiques beaucoup moins riche que les périodes précédentes, soit sa vie à Chicago de 1855 jusqu'à son décès en novembre 1874. Selon sa famille, la plupart de ses peintures réalisées à Chicago ont brûlé en 1871 lors du Grand Feu de Chicago alors qu'il habitait sur la rue Oak (98 Oak Street à l'époque).
Le bottin de Chicago de 1855 inclut Henry Daniel Thielcke et son fils Charles MacKay Thielcke.
Le bottin téléphonique de 1871 de Chicago, disponible en ligne, nous donne : « Thielcke Henry, artist, r. 98 Oak Street; Thielcke Henry R. elk. Chase Bros. & Co. r. 98 Oak » .

## Les débuts de la carrière de Thielcke à titre de graveur et miniaturiste
De récentes recherches en territoire britannique ont permis de conforter davantage la position de Thielcke en ses qualités de graveur dans sa première phase de production, soit au cours de la période qui s'étend de sa naissance en 1788 jusqu'en 1820, année pour laquelle on retrace en Grande-Bretagne, les dernières œuvres produites par l'artiste. Il semble que Thielcke ait principalement œuvré à Londres, où l'on retrouve un vaste éventail de gravures auxquelles on doit ajouter la présence de quelques miniatures. L'inventaire des œuvres que l'artiste expose entre 1805 et 1816 à la Royal Academy offre peu de détails quant aux types de productions présentées, il en va de même pour les œuvres qu'il expose entre 1811 et 1816 à la British Institution. Le recensement tracé par Algernon Graves établit l'adresse de jeune peintre à Queen's House, maintenant palais de Buckingham, ce depuis 1805 jusqu'en 1813 date à laquelle l'artiste est domicilié à Covent Garden. Au nombre des œuvres exposées à la Royal Academy figure un portrait intitulé The Rev. Mr Küper, chaplain to His Majesty. Ce portrait exposé en 1807 semble être la première œuvre d'une importante collection réalisée pour le compte de la couronne d'Angleterre, inaugurant une série de portraits des membres de la famille de George III alors monarque de Grande-Bretagne et électeur de Hanovre.
En cette période où le royaume d'Angleterre s'étend sur les territoires prussiens, des alliances entre la couronne britannique et la principauté de Hanovre, tissent des liens non négligeables susceptibles de relier la généalogie de Henry Daniel Thielcke à de présumées racines germaniques. À commencer par les origines de la reine Charlotte descendante de la maison des Mecklenburg-Sterlitz de Hanovre. Il est d'ailleurs intéressant de constater qu'à cette époque, les règles d'étiquette propres à la cour découlent de la stricte coutume germanique.
Essentiellement, de tous les personnages représentés par Thielcke dans l'entourage immédiat de George III, la reine Charlotte demeure celle dont l'artiste a tiré le plus grand nombre de portraits. À ce titre, une huile sur toile de 1819 effectuée dans les règles de la tradition picturale britannique intitulée Queen Charlotte at Frogmore, tableau qui se trouve actuellement à Hampton Court. On retrace aussi la présence, dans la bibliothèque du Château de Windsor, d'un portrait gravé de la reine Charlotte associé à un autre portrait du roi de dimension et de facture semblable, dans les deux cas l'artiste signe H.D. Thielcke portrait painter to Her Royal Highness The Duchess of York. Toujours dans la bibliothèque royale à Windsor, on retrouve au nombre des réalisations effectuées par l'artiste pour la reine, une série de gravures d'inspiration néo-classique portant sur des thèmes mythologiques. L'artiste aurait également produit en juillet 1817, une miniature de la reine qui figure à l'inventaire des collections de son fils Ernest, roi de Hanovre et duc de Cumberland.
La duchesse de York pour laquelle H. D. Thielcke signe les deux portraits du couple royal mentionnés plus avant dans le texte, est en l'occurrence, la fille de Frederica Louisa reine de Prusse dont un portrait en miniature fut attribué à John Frederick Tielker (1763-1832), un artiste bénéficiant d'une singulière réputation auprès de la souveraine. Y aurait-il lieu de croire à une filiation ou à un lien de parenté indirect entre les deux artistes? Où est-ce une erreur? Son père se nommait Johann Frederick Thielcke incidemment. Le nom de famille Tielker est bien répandu en Allemagne, celui de Thielcke pourrait n'être en fait qu'un dérivé de ce nom survenu au terme d'un glissement phonétique ou bien, à la suite des efforts d'assimilation à la culture britannique, l'artiste en serait venu à l'épellation de son nom. Bref ici, nombres d'hypothèses peuvent être projetées.
Parallèlement à la période d'activités de Thielcke au sein de la monarchie on a retracé entre 1811 et 1814, la présence de gravures effectuées pour le compte de Merchant Taylors' School, un établissement d'enseignement des plus prisés au temps de Charles Dickens. Les gravures qui sont au nombre de six figurent dans une édition spéciale qui relate l'histoire de l'institution depuis sa fondation en 1561. Sont représentés en buste, les principaux doyens qui ont marqué de leur influence, l'évolution de l'institution au cours des siècles. Ces portraits ont été réalisés d'après modèle et portent la signature H. D. Thielcke, Del & Sc. exceptionnellement l'un des portraits est effectué sans modèle et dans ce cas l'initiale est suivie de l'abréviation A.R., soit Royal Academician, ce qui laisse entendre que le peintre aurait effectué cette gravure du vivant du personnage représenté.

## Une première période d'activités qui s'achève avec le règne de George III (1738-1820)
Une miniature du roi effectuée l'année de son décès, soit en 1820, marque la fin des œuvres connues attribuées à Thielcke sur le territoire anglais. Ce ne sera que lors des premières manifestations de la présence du peintre à Québec en 1831-1832, qu'il réapparaîtra à la face de l'histoire, laissant derrière lui un spectre mystérieux d'un peu plus d'une dizaine d'années où ses activités demeurent dans l'ombre. On dit qu'il serait allé à Edimbourg en Écosse de 1820 à 1831, car un des enfants y est né (Mary Elizabeth, baptisée le 12 janvier 1827 à l'Église Saint Cuthbert's, à Édimbourg), selon le recensement du Bas-Canada de 1832.
Au sujet de son passage en Écosse : « It appears his miniature painting was only a sideline as there is an 1828 reference to him in Edinburgh as Clerk of the Securities for the Board of Excise. I guess he was in that position for several years, to be promoted to that level?», qui cite ici The Edinburgh Almanack, Or Universal Scots and Imperial Register - Google Books Result.
L'achèvement de la production de Thielcke auprès de la famille royale, coïnciderait donc avec la mort de George III et l'accession au trône par le prince régent, son fils George IV. Toutefois, la notoriété de l'artiste traduite en plus d'une dizaine de portraits officiels effectués entre 1807 et 1819, sa présence manifeste auprès de membres influents de la famille royale aurait pu assurer après la mort du roi, une brillante carrière et ce pour encore de nombreuses années.
D'autres facteurs semblent être associés à cet interruption soudaine dans la production de l'artiste au sein de la noblesse britannique. En effet, plusieurs événements qui entourent les principaux acteurs du mécénat dont bénéficiait l'artiste sont à considérer. D'abord le décès de la duchesse de York survenu en 1820. On retrouve également traces de la présence de Thielcke auprès d'une des filles de George III, la princesse Elizabeth, une lettrée passionnée des arts qui suivait une correspondance épistolaire depuis publiée et qui s'adonnait à loisir aux charmes de la poésie.
En 1813, la princesse Elizabeth rédige un recueil de poésie dans lequel on retrouve six gravures exécutées par Thielcke. Toutefois, lors de la publication, l'éditeur reconnaît à la faveur de la Princesse Elizabeth, le design de la composition. Les gravures de facture néo-classique sont à mettre en rapport avec celles produites trois ans plus tard localisées à Windsor. Elles, sont publiées avec la mention Drawn by Her Royal Highness the Princess Elizabeth, dans le coin inférieur droit on retrouve l'initiale H. Thielcke, sculpt. Mariée en 1818 à Frederick VI, langrave de Hesse-Homburg, la princesse Elizabeth dut quitter le pays pour la Prusse. Serait-il à propos d'étudier l'hypothèse selon laquelle, l'artiste dans ces circonstances aurait quitté l'Angleterre pour rejoindre cette dernière? Ceci est un scénario envisageable qui demeure somme toute à considérer dans le parcours quelque peu inhabituel de Henry-Daniel Thielcke.

## Au Canada
Le Grand Tour en Angleterre au XVIIIe siècle recommandait aux élèves les vertus du voyage et de l'exotisme - prix de Rome, engouement pour la redécouverte de sites archéologiques au milieu de ce siècle, ruines de Pompéi 1748-1763... qui trouve son extension dans un engouement renouvelé d'exotisme sous une forme impérialiste (colonialiste) traduit par la forte présence en sol canadien, présence importante de peintre venus de l'étranger, principalement d'Angleterre alors que le Bas-Canada (le Québec aujourd'hui) est encore sous l'égide de la Couronne d'Angleterre. En effet, la présence d'artistes séjournant dans la colonie pour une période déterminée ou artistes itinérants.
C'est également près du pouvoir que Henry-Daniel Thielcke vit à Québec : le gouverneur général lui attribue un atelier au Parlement de Québec.
En 1836, un bulletin annuel du Bas-Canada lie Henry Daniel Thielcke à Archibald Acheson, 2e Earl de Gosford et lieutenant-gouverneur du Bas-Canada et gouverneur-général de l'Amérique du Nord britannique, assez conciliant avec les Canadiens-français,.
De 1841 à 1842, Thielcke aurait vécu à New York, ou en tous les cas séjourné de grands moments dans la métropole américaine. Selon les archives des avis d'embarquement de bateaux à New York, en 1841, H.D. Thielcke est retourné en Europe une fois en 1841, probablement pour le décès d'un parent (peut-être sa mère, car son père était déjà mort depuis 1830).
Il était aussi professeur d'art à la Quebec High School en 1851 : Hy. D. Thielcke, French, German and drawing master.
Il était également secrétaire adjoint de la Literary And Historical Society of Quebec à cette époque.
Dans la chronologie de sa production, on dénote une singulière absence d'œuvres gravées, serait-ce dû à une dégradation de son acuité visuelle, ou serait-ce que l'artiste se soit assujetti à la demande grandissante pour le portrait, ce qui est le cas pour nombre d'artiste de l'époque.

## Conclusion
Thielcke a vécu à Chicago de 1854 à 1874, date de son décès. Il y a poursuivi sa carrière de peintre de façon plus ou moins active et sa famille l'a également suivi. Il est mort dans le quasi anonymat.
Les recherches menées au cours des 25 dernières années ont permis de retracer en nombre, un corpus relativement représentatif de la versatilité du peintre. Soit, la présence d'œuvres telles que gravures, huiles, miniatures et lithographies.
Ce texte a été rédigé par Patrick White (1970-) et Annie Fraser (1969-2001).

## Musées et collections publiques
- Bibliothèque et Archives Canada[13]
- Musée de la civilisation[14]
- Musée de la civilisation, collection Séminaire de Québec[15]
- Musée des beaux-arts du Canada[16]
- Musée du Château Ramezay[17]
- Musée McCord[18]
- Musée national des beaux-arts du Québec, attribué à Henry Daniel Thielcke à, Narcisse-Fortunat Belleau et Madame Narcisse-Fortunat Belleau, née Marie-Reine-Josephte Gauvreau, dépôt en promesse de don de Christiane Faucher et de Jacques Poitras[19]

## Sources et bibliographie

### Item E
The New-York Historical Society's Dictionary of Artists in America, 1564-1860, George C. Groce & David H. Wallace
On parle d'un Henry D. Thielcke vivant à New York en 1842, il expose à la National Academy et copia le portrait Inman de John Watts. En 1855-1866, il travaille à Chicago ; sa veuve Rebecca est listé en 1878. Cowdrey, NAD ; information courtesy by Harry M. Allice, Montreal; Chicago BD 1855, CD 1855-66, 1878.

### Item F
Dictionnaire International - Peintres Miniaturistes Peintres sur Porcelaine Silhouettistes, Harry Blättel, Munich, 1992
Ce livre, type annuaire, m'a fourni de nouvelles informations, entre autres des références littéraires dont j'ai trouvé les ouvrages par la suite en bibliothèque (voir ci-dessus).
Ici deux personnes soient : Thielcke (s. Thielke, Henry D.) Peintre canadien de miniature et de portraits, actif entre 1805 et 1866. A vécu en Grande-Bretagne, à Québec, à Montréal, New York et Chicago, pas de mention du lieu de naissance. Détail de l'œuvre : thèmes historiques et religieux, technique de gravure. En remarque, on mentionne les endroits où il a été actif soit la Royal Academy et la British Institution. Une note dit : possiblement identique avec Tielche, mentionné plus haut dans le dictionnaire (pour ce dernier, très peu d'informations, mais similaires à celles mentionnées sous Thielcke). Il y a des mentions d'ouvrages qui réfèrent à l'artiste dont j'en ai retracé 4 sur 6 (voir items suivants).
Les titres que je n'ai pu obtenir sont les suivants :
- Schidlof Leo R., The Miniature in Europe, 4 vols, Australie, 1964 :
- Harper, Early Painters in Canada (je n'ai pas d'autres détails sur cet ouvrage).

Les items suivants découlent des références citées en item F.
A Dictionary of British Miniature Painters, Daphné Foskett, vol. 1, London, 1905.
Très bonne piste, on mentionne un Thielke ou Thielcke, Henry D., né en 1789?, puis voir aussi Thielche.
Travaille en Angleterre, sans doute l'artiste qui entre à la R.A. en janvier 1806, âgé de 17 ans, obtient une médaille d'argent en 1807. Expose à la R.A. et la B.I. entre 1805-1816, peint des sujets historiques, portraits, miniatures et gravures. Possiblement identique à Thielche (voir ci-bas). On mentionne également un portrait de la Princesse Charlotte Augusta of Wales, signé et daté en 1818 par l'artiste, tableau que j'ai retracé dans l'inventaire d'une exposition au South Kensington Museum (détails spécifiés plus bas). Un de ses "sitters" est le Révérend Mr. Kuper, Aumônier de Sa Majesté. Son adresse est identifiée ainsi que nous l'avions déjà, soit à Queen's House entre 1805 et 1813 et au 21 King Street, Covent Garden entre 1814-16.
Dans le même ouvrage : « Thielche, XVIIIe siècle. Voir Thielke, H.D. ».
Dans le journal de Lady Charlotte Bury (1775-1861), il est fait mention d'une femme de chambre de la Reine Charlotte, fiancée à l'homme de chambre de George III ayant un fils qui peignait des miniatures. Cet artiste peut être H. D. Thielcke.

### Item H
A Dictionary Of Painters of Miniatures, 1525-1850. J.J. Foster, F.S.A., Londres, 1926
Ici, Thielcke, H. T. Un portrait par cet artiste de la Princesse Charlotte Augusta of Wales, daté de 1818, présenté à l'expo. de prêts de Kensington, 1865, par le Duc de Cambridge. Bref, même chose que item G.

### Item I
Catalogue of the Special Exhibition of Portrait Miniatures on Loan at the South Kensington Museum-juin 1865, Londres,1865
(Exposition organisée par Samuel Redgrave, auteur d'ouvrages mentionnant Thielcke)
En effet, le portrait de la Princesse figure sous les prêts accordés par le Duc de Cambridge : « H.R.H. The Princess Charlotte Augusta Of Wales, born 1796, married 1816 to Prince Leopold, and died 1817. Signed and dated 1818, H. D. Thielcke ».
Malheureusement, le catalogue trace seulement l'inventaire de l'expo. il n'y a aucune illustration d'oeuvre. La princesse Charlotte Augusta est en fait la fille de George IV, fils de George III, elle est donc la nièce de la Princesse Elizabeth de Hesse-Hombourg, qui a commandé les gravures auprès de H. Thielcke, gravures destinées à un recueil de poèmes.
Note: d'autres tableaux, sur lesquels le nom du peintre n'est pas mentionné sont susceptibles d'avoir été exécutés par Thielcke, mais comment le vérifier? Pour la plupart, il n'y a pas de datation non plus. Il faudrait retracer les descendants de ce duc. Il y a des portraits de la famille de Georges III dont deux de la Princesse Elizabeth sa fille, marié à Frederich Landgrave de Hesse-Hombourg descendant de George Ier. Il n'y a aucun doute, c'est la même princesse qui a commandé les gravures puisqu'on la dit décédée en 1840, ce qui est la date que j'ai à son arbre généalogique.
On éprouve un peu de mal à se retrouver dans les arcanes de la monarchie de l'époque. La piste laissée par la Princesse Elizabeth d'Hesse-Hombourg semble des plus prometteuses. C'est en travers de sa vie à elle, que nous pourrions retrouver les traces de Thielcke puisqu'en tant qu'Altesse, Madame demeure le fil d'Ariane à suivre jusqu'au bout. D'autant plus qu'elle vit en Allemagne, à Hambourg, lors d'une occupation britannique (1815-1866)?.
La Princesse Elizabeth était une femme lettrée, elle adorait les arts, et suivait une correspondance épistolaire depuis publiée.